# Менлі-Гот-Спрінгс (Аляска)
Менлі-Гот-Спрінгс (англ. Manley Hot Springs) — переписна місцевість (CDP) в США, в окрузі Юкон-Коюкук штату Аляска. Населення — 169 осіб (2020).

## Географія
Менлі-Гот-Спрінгс розташоване за координатами 65°1′8″ пн. ш. 150°38′43″ зх. д. / 65.01889° пн. ш. 150.64528° зх. д. (65.018757, -150.645281).  За даними Бюро перепису населення США в 2010 році переписна місцевість мала площу 141,44 км², уся площа — суходіл.

### Клімат
| Клімат : Менлі-Гот-Спрінгс | Клімат : Менлі-Гот-Спрінгс | Клімат : Менлі-Гот-Спрінгс | Клімат : Менлі-Гот-Спрінгс | Клімат : Менлі-Гот-Спрінгс | Клімат : Менлі-Гот-Спрінгс | Клімат : Менлі-Гот-Спрінгс | Клімат : Менлі-Гот-Спрінгс | Клімат : Менлі-Гот-Спрінгс | Клімат : Менлі-Гот-Спрінгс | Клімат : Менлі-Гот-Спрінгс | Клімат : Менлі-Гот-Спрінгс | Клімат : Менлі-Гот-Спрінгс | Клімат : Менлі-Гот-Спрінгс |
| Показник                   | Січ.                       | Лют.                       | Бер.                       | Квіт.                      | Трав.                      | Черв.                      | Лип.                       | Серп.                      | Вер.                       | Жовт.                      | Лист.                      | Груд.                      | Рік                        |
| Абсолютний максимум, °C    | 8,3                        | 7,2                        | 12,2                       | 22,2                       | 30,6                       | 33,9                       | 33,3                       | 31,7                       | 24,4                       | 17,8                       | 7,2                        | 5,0                        | 33,9                       |
| Середній максимум, °C      | −18,9                      | −13,8                      | −5,3                       | 4,6                        | 15,3                       | 21,9                       | 22,8                       | 19,2                       | 12,4                       | −0,3                       | −12,1                      | −18,1                      | 2,3                        |
| Середній мінімум, °C       | −29,3                      | −26,9                      | −20,9                      | −9,4                       | 0,6                        | 6,9                        | 8,6                        | 6,1                        | 0,5                        | −9,4                       | −21,7                      | −28                        | −10,3                      |
| Абсолютний мінімум, °C     | −58,3                      | −52,2                      | −50,6                      | −38,3                      | −15,6                      | −11,7                      | −1,7                       | −7,2                       | −23,3                      | −34,4                      | −47,8                      | −53,3                      | −58,3                      |
| Норма опадів, мм           | 19                         | 14                         | 15                         | 13                         | 15                         | 45                         | 64                         | 74                         | 46                         | 24                         | 22                         | 23                         | 375                        |
| Днів з опадами             | 6                          | 5                          | 5                          | 4                          | 5                          | 9                          | 12                         | 13                         | 10                         | 8                          | 8                          | 8                          | 93,0                       |
| -------------------------- | -------------------------- | -------------------------- | -------------------------- | -------------------------- | -------------------------- | -------------------------- | -------------------------- | -------------------------- | -------------------------- | -------------------------- | -------------------------- | -------------------------- | -------------------------- |
| Джерело:                   |                            |                            |                            |                            |                            |                            |                            |                            |                            |                            |                            |                            |                            |

## Демографія
Згідно з переписом 2010 року, у переписній місцевості мешкало 89 осіб у 41 домогосподарстві у складі 23 родин. Густота населення становила 1 особа/км².  Було 116 помешкань (1/км²).
Расовий склад населення:
| - 70,8 % — білих - 13,5 % — корінних американців |

До двох чи більше рас належало 15,7 %. Частка іспаномовних становила 6,7 % від усіх жителів.
За віковим діапазоном населення розподілялося таким чином: 24,7 % — особи молодші 18 років, 59,6 % — особи у віці 18—64 років, 15,7 % — особи у віці 65 років та старші. Медіана віку мешканця становила 49,5 року. На 100 осіб жіночої статі у переписній місцевості припадало 122,5 чоловіків;  на 100 жінок у віці від 18 років та старших — 116,1 чоловіків також старших 18 років.
Середній дохід на одне домашнє господарство  становив 66 300 доларів США (медіана — 54 375), а середній дохід на одну сім'ю — 74 513 долари (медіана — 73 750). За межею бідності перебувало 33,3 % осіб, у тому числі 100,0 % дітей у віці до 18 років та 0,0 % осіб у віці 65 років та старших.
Цивільне працевлаштоване населення становило 41 особа. Основні галузі зайнятості: будівництво — 19,5 %, освіта, охорона здоров'я та соціальна допомога — 17,1 %, сільське господарство, лісництво, риболовля — 17,1 %.